# Савельевка (Одесская область)
Савельевка (укр. Савелівка) — бывшее село в Николаевском районе Одесской области Украины. Село было подчинено Шабельницкому сельсовету.

## История
По состоянию на 1964 год население — 20 человек. 
Согласно справочнику «Українська РСР. Административно-теріторіальний поділ на 01 вересня 1946 року» село числилось в составе Шабельницкого сельсовета Жовтневого района, затем согласно справочнику «Українська РСР. Административно-теріторіальний поділ на 01 січня 1972 року» село не указано. 
Предположительно включено в состав села Жуково, так как расположено в границах современного села.

## География
Было расположено на реке Дубовая — восточнее села Жуково. 